# Best of Me
Best of Me är en låt framförd av Efraim Leo i Melodifestivalen 2021. Låten som deltog i den fjärde deltävlingen, gick vidare till andra chansen, där han åkte ut i duell med Klara Hammarström.
Låten är skriven av artisten själv, Amanda Björkegren, Cornelia Jakobs och Herman Gardarfve.